# مارسيل جيرهارد
مارسيل جيرهارد هو متسابق دراجات نارية سويسري، ولد في 25 أغسطس 1955 في فراونفيلد في سويسرا.